# 1re cérémonie des Chicago Film Critics Association Awards
La 1re cérémonie des Chicago Film Critics Association Awards, décernés par la Chicago Film Critics Association a récompensé les films réalisés dans l'année 1988.

## Palmarès

### Meilleur film
- Mississippi Burning

### Meilleur réalisateur
- Robert Zemeckis pour Qui veut la peau de Roger Rabbit ? (Who Framed Roger Rabbit)

### Meilleur acteur
- Jeremy Irons pour Faux-semblants (Dead Ringers)

### Meilleure actrice
- Barbara Hershey pour Le Bayou (Shy People)

### Meilleur acteur dans un second rôle
- Martin Landau pour Tucker: L'homme et son rêve (Tucker: The Man and His Dream)

### Meilleure actrice dans un second rôle
- Frances McDormand pour Mississippi Burning

### Acteur le plus prometteur
- Eric Bogosian pour Conversations nocturnes (Talk Radio)

### Actrice la plus prometteuse
- Glenne Headly pour Le Plus Escroc des deux (Dirty Rotten Scoundrels)

### Meilleur film en langue étrangère
- Au revoir les enfants •  France